# 微異齒䲁
微異齒䲁（學名：Ecsenius minutus），又稱微無鬚䲁，為輻鰭魚綱鳚形目䲁科異齒䲁屬的一種，分布於西印度洋馬爾地夫海域，本魚體延長，稍側扁，似圓柱狀；頭鈍短。前鼻孔具一鼻鬚；無眼上鬚及頸鬚，齒門牙46至57顆，後犬齒，兩側各一個，側線無垂直孔對，底色通常是乳白色，上面有米色甜甜圈形狀的斑紋，越往頭部，這些斑紋變得更紅，頭部有明顯的棕色至紅色帶狀斑紋，類似項鍊，腹部呈現藍色，背鰭硬棘12-13枚、背鰭軟條13-14枚、臀鰭硬棘2枚、臀鰭軟條15-16枚，體長可達4公分，棲息在水淺的珊瑚礁，以藻類為食，具領域性，雌魚產附著性卵，雄魚有護卵行為，幼魚為浮游性，生活習性不明，可做為觀賞魚。